# Semicossyphus
Semicossyphus és un gènere de peixos de la família dels làbrids i de l'ordre dels perciformes endèmic de l'oceà Pacífic.

## Taxonomia

Semicossyphus pulcher capturat a la Península de Baixa Califòrnia (Mèxic).

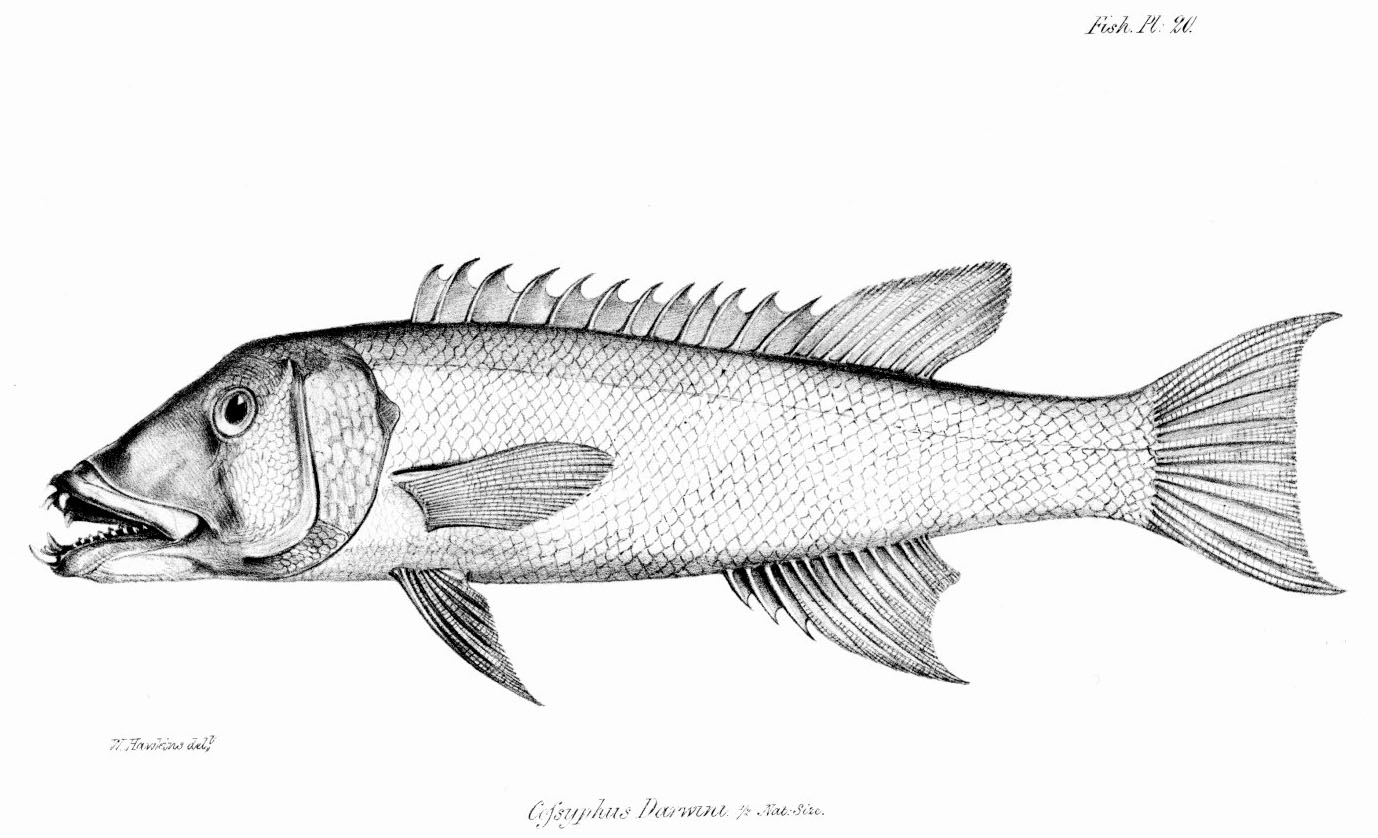
Semicossyphus darwini

- Semicossyphus reticulatus (Valenciennes a Cuvier i Valenciennes, 1839)[1]
- Semicossyphus pulcher (Ayres, 1854)[2]
- Semicossyphus darwini (Jenyns, 1842)[3][4][5][6][7][8][9][10][11]